# Maomé XIII de Granada
Maomé ibne Saade Azagal (Muhammed ben Sa`d az-Zaghall) ou Maomé XIII, conhecido pelos Castelhanos como El Zagal ("o Valente"; 1444? — 1494?) foi o 23º e penúltimo[a] rei nacérida de Granada entre 1485 e 1486 ou 1487. Era filho de Saade Almostaim (Ciriza) e irmão de Alboácem Ali, a quem sucedeu. Foi deposto pelo seu sobrinho Maomé XII (Boabdil), após este ter sido libertado pelos Castelhanos. Boabdil tinha estado no trono entre 1482 e 1484, quando destronou o pai, que recuperaria novamente o poder de 1484 até à sua morte no ano seguinte.

## Biografia
Quando Alboácem Ali morre em 1485, o seu filho e Boabdil é prisioneiro dos Castelhanos, depois duma derrota humilhante no fim de 1484. Em 1482, Boabdil tinha derrubado o seu pai na sequência duma revolta apoiada pela poderosa família árabe-granadina dos Abencerragens. Alboácem Ali recuperou o trono em 1484. Uma série de derrotas granadinas frente aos Castelhanos, que incluiu a perda de Ronda, e a saúde débil de Alboácem Ali abrem caminho à tomada do poder por Maomé, o Valente, que se faz nomear emir em 1485.
Entretanto os Reis Católicos atacam a fortaleza de Moclín, mas a guarda avançada cristã é derrotada pelo novo emir nos arredores da vila no decurso dum duro combate que durou de 31 de outubro a 3 de setembro de 1485. A 26 de maio de 1486, os cristãos conquistam Loja com a ajuda de mercenários suíços e alemães. Entre 30 de maio e 9 de junho é a vez de Saler e Íllora caírem nas mãos dos Castelhanos. Moclín capitula a 16 de junho, apesar dos muçulmanos terem resistido graças à sua artilharia ligeira. O castelos de Colomera e de Montefrío são tomados poucos dias depois. Os muçulmanos tomam então consciência pela do perigo que ameaça Granada.
Na primavera de 1487, os cristãos cercam Málaga. O comandante da guarnição local nacérida, Ahmad at-Tagri toma o controlo da cidade a partir de 6 de maio. Está determinado a combater até ao fim. Submetido ao fogo das bombardas castelhanas, os muçulmanos defendem-se o melhor que podem. Em julho os víveres começam a escassear, e os habitantes de Málaga vêm-se obrigados a comer cavalos, burros, mulas e cães. A cidade capitula ao fim de três meses e meio de cerco, a 18 de agosto de 1487. Os 15 000 muçulmanos que são então presos encontram-se em estado de inanição.
O sobrinho de Azagal, Boabdil, volta ao poder em Granada e assina uma acordo secreto com os Reis Católicos pelo qual se compromete a não intervir em auxílio de Málaga. Maomé XIII é exilado em Almeria depois da queda de Baza. Ainda tenta uma manobra de diversão, lançando alguns destacamentos de voluntários nacéridas de Adra contra os cristãos nos arredores de Vélez-Málaga, mas acaba por fazer um pacto com Fernando, o Católico, pelo qual se torna seu vassalo, lhe vende Almeria e Guadix e se faz nomear "rei das Alpujarras". Pouco tempo depois vende o resto do seu reino por cinco milhões de maravedis e vai para o Norte de África.
Em 1489 vai para Orão e depois para Tremecém, onde se instala definitivamente. Provavelmente morre em 1494. O historiador árabe Almacari (1591–1632) assinala a presença de descendentes de Azagal em Tremecém no século XVII, conhecidos como "os filhos do sultão do Alandalus (em árabe: بني سلطان الأندلس).